# Chemtrails (canción)
«Chemtrails» es una canción del músico estadounidense Beck, cuya letra trata sobre la teoría de conspiración sobre los chemtrails.  

## Lanzamiento y críticas
"Chemtrails" fue estrenada por Zane Lowe en BBC Radio 1 el 19 de mayo de 2008 y lanzada digitalmente como primer sencillo del álbum Modern Guilt el 22 de junio de 2008. La canción se pudo transmitir desde el sitio web oficial de Beck y su MySpace. y estuvo disponible para su descarga el 22 de junio de 2008, un día más tarde en los Estados Unidos, como promoción de Modern Guilt. Unas copias en edición limitada de "Chemtrails" en formato 7" se distribuyeron en las tiendas de discos independientes para ser entregadas como obsequio a los compradores del álbum. La cara B es una canción titulada "Vampire Voltage No. 6.". Las copias realizadas en el Reino Unido fueron impresas en un vinilo blanco fosforescente en la oscuridad, mientras que las copias hechas por los Estados Unidos fueron impresas en vinilo negro estándar. Las ilustraciones utilizadas para el sencillo están basadas en un diseño llamado pata de gallo. 
La recepción crítica de "Chemtrails" fue generalmente positiva. Kitty Empire de The Observer comparó la canción con un enfrentamiento entre los Beatles y My Bloody Valentine. USA Today presentó la canción en su playlist semanal, comentando "Inquietante falsete de Beck en una lenta construcción industrializada parecida al ambiente de Radiohead". Billboard también dio críticas positivas sobre la canción y la forma de cantar de Beck. La canción fue descrita como "rara" por MTV News. James Lawrenson escribió para ClickMusic, y dijo que la canción era "Como un Sea Change más electrificado, y un poco sombrío, pero hermoso sin embargo". 
Esta canción fue utilizada como el tema musical de "L'era glaciale"  - no confundir con la película La era de hielo -, un talk show italiano que se emitió entre el 20 de marzo y 4 de diciembre de 2009.
"Chemtrails" probablemente estuvo influenciada por la canción de Aphrodite's Child, The Four Horsemen, que tiene una estructura similar.

## Lista de canciones
7"
1. «Chemtrails» – 4:39
2. «Vampire Voltage No. 6» – 2:19